# Système sénaire
Un système sénaire est un système de numération de base six.
La notation sénaire positionnelle nécessite l'emploi de six chiffres. On utilise d'habitude les chiffres 0 à 5 du système décimal. On différencie alors les notations décimales des notations sénaires au moyen d'un indice 10 ou 6. Ainsi, 6410 = 1446, 14410 = 4006.

## Notation

### Numéro de puissance
Les nombres sénaire n'utilisent que six chiffres, l'augmentation des chiffres est plus rapide que les autres bases. Mais, les exposants de deux et trois sont égaux, cela peut être exprimé par : 10(6)n = 2(6)n × 3(6)n.
En particulier, six et dix ont la même structure dont les facteurs premiers ont les mêmes exposants. Aussi, six à la 4n-ième puissance (104n) est proche de dix à la 3n-ième puissance (143n). Par exemple:

- 1.0000(6) = 1.296(10) (équivalent à kilo)
- 1.0000.0000(6) = 1.679.616(10) (équivalent à méga)
- 1.0000.0000.0000(6) = 2.176.782.336(10) (équivalent à giga)
- 1.0000.0000.0000.0000(6) = 2.821.109.907.456(10) (équivalent à tera)

Factorisation des nombres premiers de base
- Sénaire : 10 = 2×3
- Décimal : 10 = 2×5
- Duodécimal : 10 = 22×3
- Vicésimal : 10 = 22×5

| Exposant | Sénaire                   | Equivalent en décimal     | Equivalent en duodécimal | Equivalent en vicésimal |
| -------- | ------------------------- | ------------------------- | ------------------------ | ----------------------- |
| 1        | 10                        | 6                         | 6                        | 6                       |
| 2        | 100                       | 62 = 36                   | 62 = 30                  | 62 = 1G                 |
| 3        | 1 000                     | 63 = 216                  | 63 = 160                 | 63 = AG                 |
| 4        | 10 000                    | 64 = 1 296                | 64 = 900                 | 64 = 34G                |
| 5        | 100 000                   | 65 = 7 776                | 65 = 4 600               | 65 = J8G                |
| 10       | 1 000 000                 | 6 = 46 656                | 6 = 23 000               | 6 = 5 GCG               |
| 11       | 10 000 000                | 67 = 279 936              | 67 = 116 000             | 67 = 1E JGG             |
| 12       | 100 000 000               | 68 = 1 679 616            | 68 = 690 000             | 68 = A9 J0G             |
| 13       | 1 000 000 000             | 69 = 10 077 696           | 69 = 3 460 000           | 69 = 32J E4G            |
| 14       | 10 000 000 000            | 610 = 60 466 176          | 6A = 18 300 000          | 6A = IHI 58G            |
| 15       | 100 000 000 000           | 611 = 362 797 056         | 6B = A1 600 000          | 6B = 5 D79 CCG          |
| 20       | 1 000 000 000 000         | 612 = 2 176 782 336       | 610 = 509 000 000        | 6C = 1E 04H FGG         |
| 21       | 10 000 000 000 000        | 613 = 13 060 694 016      | 611 = 2 646 000 000      | 6D = A4 196 F0G         |
| 22       | 100 000 000 000 000       | 614 = 78 364 164 096      | 612 = 13 230 000 000     | 6E = 314 8G0 A4G        |
| 23       | 1 000 000 000 000 000     | 615 = 470 184 984 576     | 613 = 77 160 000 000     | 6F = I76 CG3 18G        |
| 24       | 10 000 000 000 000 000    | 616 = 2 821 109 907 456   | 614 = 396 900 000 000    | 6G = 5 A3J GGI 8CG      |
| 25       | 100 000 000 000 000 000   | 617 = 16 926 659 444 736  | 615 = 1 A94 600 000 000  | 6H = 1D 13J 11A BGG     |
| 30       | 1 000 000 000 000 000 000 | 618 = 101 559 956 668 416 | 616 = B 483 000 000 000  | 6I = 9I 73E 693 B0G     |

### Notation des nombres entiers

#### Du sénaire au décimal
Voici les premiers nombres de 1 à 40 et de 91 à 110 exprimés en notation positionnelle sénaire puis décimale.
| Sénaire | 1   | 2   | 3   | 4   | 5   | 10  | 11  | 12  | 13  | 14  | 15  | 20  | 21  | 22  | 23  | 24  | 25  | 30  | 31  | 32  |
| Décimal | 1   | 2   | 3   | 4   | 5   | 6   | 7   | 8   | 9   | 10  | 11  | 12  | 13  | 14  | 15  | 16  | 17  | 18  | 19  | 20  |
|         |     |     |     |     |     |     |     |     |     |     |     |     |     |     |     |     |     |     |     |     |
| Sénaire | 33  | 34  | 35  | 40  | 41  | 42  | 43  | 44  | 45  | 50  | 51  | 52  | 53  | 54  | 55  | 100 | 101 | 102 | 103 | 104 |
| Décimal | 21  | 22  | 23  | 24  | 25  | 26  | 27  | 28  | 29  | 30  | 31  | 32  | 33  | 34  | 35  | 36  | 37  | 38  | 39  | 40  |
|         |     |     |     |     |     |     |     |     |     |     |     |     |     |     |     |     |     |     |     |     |
| Sénaire | 231 | 232 | 233 | 234 | 235 | 240 | 241 | 242 | 243 | 244 | 245 | 250 | 251 | 252 | 253 | 254 | 255 | 300 | 301 | 302 |
| Décimal | 91  | 92  | 93  | 94  | 95  | 96  | 97  | 98  | 99  | 100 | 101 | 102 | 103 | 104 | 105 | 106 | 107 | 108 | 109 | 110 |

Sénaire exprime six comme "10", neuf (9) comme "13" à savoir "six plus trois", dix (décimal 10) comme "14" à savoir "six plus quatre", douze (décimal 12) comme "20" à savoir "deux six", seize (décimal 16) comme "24" à savoir "deux six et quatre".
Les chiffres des multiples de trois se terminent par 3 ou 0,  par exemple décimal 18 (dix-huit) est exprimée en "30" (trois six), décimal 15 (dix et cinq) est exprimée en "23" (deux six et trois), décimal 27 (deux dix et sept) est exprimée en "43" (quatre six et trois).
Numéros de plus de 100 (décimal 36), par exemple décimal 81 est exprimée en "213" pour dire "deux des six carrés, six et trois", décimal 100 est exprimée en "244" pour dire "deux des six carrés, quatre six et quatre".
Décomposition de la notation
- 810 = 126 = 1×6 + 2
- 1010 = 146 = 1×6 + 4
- 1210 = 206 = 2×6
- 2710 = 436 = 4×6 + 3
- 3010 = 506 = 5×6
- 3610 = 1006 = 1×62
- 4910 = 1216 = 1×62 + 2×61 + 1
- 5610 = 1326 = 1×62 + 3×61 + 2
- 6410 = 1446 = 1×62 + 4×61 + 4
- 8110 = 2136 = 2×62 + 1×61 + 3
- 10010 = 2446 = 2×62 + 4×61 + 4
- 10810 = 3006 = 3×62
- 12510 = 3256 = 3×62 + 2×61 + 5
- 14410 = 4006 = 4×62
- 17510 = 4516 = 4×62 + 5×61 + 1
- 18010 = 5006 = 5×62
- 21610 = 10006 = 1×63
- 25610 = 11046 = 1×63 + 1×62 + 0×61 + 4
- 56910 = 23456 = 2×63 + 3×62 + 4×61 + 5
- 72910 = 32136 = 3×63 + 2×62 + 1×61 + 3
- 100010 = 43446 = 4×63 + 3×62 + 4×61 + 4
- 102410 = 44246 = 4×63 + 4×62 + 2×61 + 4
- 108010 = 50006 = 5×63
- 129610 = 100006 = 1×64
- 194410 = 130006 = 1×64 + 3×63
- 200010 = 131326 = 1×64 + 3×63 + 1×62 + 3×61 + 2
- 500010 = 350526 = 3×64 + 5×63 + 0×62 + 5×61 + 2
- 656110 = 502136 = 5×64 + 0×63 + 2×62 + 1×61 + 3

| Décimal          | Sénaire             |
| ---------------- | ------------------- |
| 1944 + 56 = 2000 | 13000 + 132 = 13132 |
| 100 - 64 = 36    | 244 - 144 = 100     |
| 16 × 81 = 1296   | 24 × 213 = 10000    |
| 1080 ÷ 27 = 40   | 5000 ÷ 43 = 104     |
| 64 / 144 = 4 / 9 | 144 / 400 = 4 / 13  |
| 38 = 6561        | 312 = 50213         |
| 24 = 23×3        | 40 = 23×3           |

| Événement                         | Décimal        | Sénaire         |
| --------------------------------- | -------------- | --------------- |
| La mort d'Alfred Nobel            | 10 / 12 / 1896 | 14 / 20 / 12440 |
| Bombardement atomique d'Hiroshima | 6 / 8 / 1945   | 10 / 12 / 13001 |
| Attentats du 11 septembre 2001    | 11 / 9 / 2001  | 15 / 13 / 13133 |

#### Du décimal au sénaire
Voici quelques points de repère.
| Décimal | 1   | 2   | 3   | 4   | 5   | 6   | 7   | 8    | 9    | 12   | 15   | 18   | 24   | 27    | 30    | 36    |
| Sénaire | 1   | 2   | 3   | 4   | 5   | 10  | 11  | 12   | 13   | 20   | 23   | 30   | 40   | 43    | 50    | 100   |
|         |     |     |     |     |     |     |     |      |      |      |      |      |      |       |       |       |
| Décimal | 42  | 54  | 72  | 108 | 144 | 162 | 180 | 216  | 324  | 432  | 648  | 972  | 1080 | 1296  | 1944  | 2592  |
| Sénaire | 110 | 130 | 200 | 300 | 400 | 430 | 500 | 1000 | 1300 | 2000 | 3000 | 4300 | 5000 | 10000 | 13000 | 20000 |

Comme cela sera décrit en détail dans la section sur les fractions, le déplacement à chiffre supérieur des nombres sénaires a une relation de "quatre à neuf" (4×13 = 100). 
Par conséquent, quatre 130 seront 1000, neuf 400 seront 10000, trois quarts de 1000 seront 430, deux neuvièmes de 100 seront 12.

#### Détection de multiples
- Tous les nombres se terminant en sénaire par un chiffre représentant un multiple de 2 — soit 2, 4, 0 — sont divisibles par 2.
- Tous les nombres se terminant par un chiffre représentant un multiple de 3 — soit 3 et 0 — divisibles par 3.
- Si les deux derniers chiffres sont un multiple de 4 {04, 12, 20, 24, 32, 40, 44, 52, 00} —  c'est un multiple de 4. Neuf (13 = 32) types en tout.
- Si la somme des chiffres est un multiple de 5 —  c'est un multiple de 5.
- Si les deux derniers chiffres sont un multiple de 13 {13, 30, 43, 00} —  c'est un multiple de 13 (neuf). 4 (= 22) types en tout.

(de même qu'en décimal, tous les nombres se terminant par un chiffre représentant un multiple de 2 — soit 2, 4, 6, 8, 0  sont divisibles par 2; et tous les nombres se terminant par un multiple de 5 — soit 5 et 0 — divisibles par 5.)
Nombre premier
Un nombre premier autre que 2 ou 3 ne peut donc se terminer en sénaire que par 1 ou 5. (en décimal un nombre premier autre que 2 ou 5 ne peut se terminer que par 1, 3, 7 ou 9).
- Nombres premiers de 1 à 100 (à décimal 36)
  - 2, 3, 5, 11, 15, 21, 25, 31, 35, 45, 51
- Nombres premiers de 101 à 1000 (décimal 37 à 216)
  - 101, 105, 111, 115, 125, 135, 141, 151, 155, 201, 211, 215, 225, 241, 245, 251, 255
  - 301, 305, 331, 335, 345, 351, 405, 411, 421, 431, 435, 445, 455, 501, 515, 521, 525, 531, 551
- Nombres composés qui ne sont divisibles ni par 2 ni par 3, de 1 à 1000 (à décimal 216)
  - 41, 55, 121, 131, 145, 205, 221, 231, 235, 311, 315, 321, 325, 341, 355, 401, 415, 425, 441, 451, 505, 511, 535, 541, 545, 555

## Fractions et divisibilité
Six est le produit de deux nombres premiers, à savoir 2 et 3. Il en résulte que certaines propriétés de la notation positionnelle sénaire rappellent celles de la notation positionnelle décimale.
Toutes les fractions dont le dénominateur ne connaît d'autre facteur premier que 2 et 3 s'expriment en sénaire avec un nombre fini de chiffres après la virgule. (comparer avec le rôle de 2 et 5 en décimal.) Six et dix sont seul nombre pair, un quart est exprimé en deux chiffres après la virgule. Ainsi, système sénaire et décimal, la position de 3 et 5 est inversée. Par exemple, "0,2" est de 1/5 (à savoir deux dixièmes) en décimal, mais 1/3 (à savoir deux sixièmes) en sénaire.
Dans la notation sénaire, réciproques des puissances de 2 sont puissances de 3, réciproques des puissances de 3 sont puissances de 2, la division par des puissances de 2 et 3 devient plus facile que toute notation. Ainsi, les puissances de 3 deviennent dominantes, les puissances de 5 deviennent faibles.
La fraction sénaire ont la caractéristique de "courte répétition" comme étant les mêmes que la fraction décimale. La fraction décimale ont 3-3 nécessite des répétitions à 3 chiffres, 3-4 nécessite des répétitions à 9 (= 3-2) chiffres. Comme ça, la fraction sénaire ont 5-2 nécessite des répétitions à 5 chiffres. Le nombre dont les répétitions atteint environ vingt-sept est de 3-5 en décimal (33, vingt-sept chiffres), 5-3 en sénaire (52, vingt-cinq chiffres).

### Fraction unitaire
| Factorisation | Décimal                                  | Sénaire                                                                  |
| ------------- | ---------------------------------------- | ------------------------------------------------------------------------ |
| 2             | 1/2 = 0,5                                | 1/2 = 0,3                                                                |
| 3             | 1/3 = 0,33 répétition                    | 1/3 = 0,2                                                                |
| 2             | 1/4 = 0,25                               | 1/4 = 0,13                                                               |
| 5             | 1/5 = 0,2                                | 1/5 = 0,11 répétition                                                    |
| 2×3           | 1/6 = 0,166 répétition                   | 1/10 = 0,1                                                               |
| 11            | 1/7 = 0,142857142857 répétition          | 1/11 = 0,0505 répétition                                                 |
| 23            | 1/8 = 0,125                              | 1/12 = 0,043                                                             |
| 32            | 1/9 = 0,11 répétition                    | 1/13 = 0,04                                                              |
| 2×5           | 1/10 = 0,1                               | 1/14 = 0,033 répétition                                                  |
| 15            | 1/11 = 0,0909 répétition                 | 1/15 = 0,03134524210313452421 répétition                                 |
| 2×3           | 1/12 = 0,08333 répétition                | 1/20 = 0,03                                                              |
| 21            | 1/13 = 0,076923076923 répétition         | 1/21 = 0,024340531215024340531215 répétition                             |
| 2×11          | 1/14 = 0,0714285714285 répétition        | 1/22 = 0,02323 répétition                                                |
| 3×5           | 1/15 = 0,066 répétition                  | 1/23 = 0,022 répétition                                                  |
| 24            | 1/16 = 0,0625                            | 1/24 = 0,0213                                                            |
| 2×32          | 1/18 = 0,055 répétition                  | 1/30 = 0,02                                                              |
| 2×5           | 1/20 = 0,05                              | 1/32 = 0,0144 répétition                                                 |
| 23×3          | 1/24 = 0,04166 répétition                | 1/40 = 0,013                                                             |
| 52            | 1/25 = 0,04                              | 1/41 = 0.0123501235 répétition                                           |
| 3             | 1/27 = 0,037037 répétition               | 1/43 = 0,012                                                             |
| 25            | 1/32 = 0,03125                           | 1/52 = 0,01043                                                           |
| 2×32          | 1/36 = 0,0277 répétition                 | 1/100 = 0,01                                                             |
| 23×5          | 1/40 = 0,025                             | 1/104 = 0,00522 répétition                                               |
| 24×3          | 1/48 = 0,020833 répétition               | 1/120 = 0,0043                                                           |
| 2×52          | 1/50 = 0,02                              | 1/122 = 0,00415304153 répétition                                         |
| 2×33          | 1/54 = 0,0185185 répétition              | 1/130 = 0,004                                                            |
| 210           | 1/64 = 0,015625                          | 1/144 = 0,003213                                                         |
| 23×32         | 1/72 = 0,01388 répétition                | 1/200 = 0,003                                                            |
| 24×5          | 1/80 = 0,0125                            | 1/212 = 0,002411 répétition                                              |
| 34            | 1/81 = 0,012345679012345679 répétition   | 1/213 = 0,0024                                                           |
| 25×3          | 1/96 = 0,0104166 répétition              | 1/240 = 0,00213                                                          |
| 2×52          | 1/100 = 0,01                             | 1/244 = 0,002054320543 répétition                                        |
| 2×33          | 1/108 = 0,00925925 répétition            | 1/300 = 0,002                                                            |
| 53            | 1/125 = 0,008                            | 1/325 = 0,0014211153224043351545031 0014211153224043351545031 répétition |
| 211           | 1/128 = 0,0078125                        | 1/332 = 0,0014043                                                        |
| 24×32         | 1/144 = 0,006944 répétition              | 1/400 = 0,0013                                                           |
| 25×5          | 1/160 = 0,00625                          | 1/424 = 0,0012033 répétition                                             |
| 2×34          | 1/162 = 0,0061728395061728395 répétition | 1/430 = 0,0012                                                           |
| 210×3         | 1/192 = 0,00520833 répétition            | 1/520 = 0,001043                                                         |
| 23×52         | 1/200 = 0,005                            | 1/532 = 0,0010251402514 répétition                                       |
| 23×33         | 1/216 = 0,004629629 répétition           | 1/1000 = 0,001                                                           |

### Fraction principale
Entrez l'équivalent en décimal entre parenthèses.
Jusqu'aux neuvièmes (sauf septièmes et huitièmes)
| - 1/2 = 0,3 - 1/3 = 0,2 - 2/3 = 0,4 - 1/4 = 0,13 (9/36) - 3/4 = 0,43 (27/36) - 1/5 = 0.1111… - 2/5 = 0.2222… - 3/5 = 0.3333… - 4/5 = 0.4444… | - (1/6)dix = 1/10 = 0,1 - (5/6)dix = 5/10 = 0,5 - (1/9)dix = 1/13 = 0,04 (4/36) - (2/9)dix = 2/13 = 0,12 (8/36) - (4/9)dix = 4/13 = 0,24 (16/36) - (5/9)dix = 5/13 = 0,32 (20/36) - (7/9)dix = 11/13 = 0,44 (28/36) - (8/9)dix = 12/13 = 0,52 (32/36) (approximation de décimal 0,9) |

Dixièmes
- (1/10)dix = 1/14 = 0,0333…
- (3/10)dix = 3/14 = 0,1444…
- (7/10)dix = 11/14 = 0,4111…
- (9/10)dix = 13/14 = 0,5222…

Douzièmes (1 / 22×3)
- (1/12)dix = 1/20 = 0,03 (3/36)
- (5/12)dix = 5/20 = 0,23 (15/36)
- (7/12)dix = 11/20 = 0,33 (21/36)
- (11/12)dix = 15/20 = 0,53 (33/36)

Dix-huitièmes (1 / 2×32)
- (1/18)dix = 1/30 = 0,02 (3/36)
- (5/18)dix = 5/30 = 0,14 (10/36)
- (7/18)dix = 11/30 = 0,22 (14/36)
- (11/18)dix = 15/30 = 0,34 (22/36)
- (13/18)dix = 21/30 = 0,42 (26/36)
- (17/18)dix = 25/30 = 0,54 (34/36)

Huitièmes (2-3)
- (1/8)dix = 1/12 = 0,043 (27/216)
- (3/8)dix = 3/12 = 0,213 (81/216)
- (5/8)dix = 5/12 = 0,343 (135/216)
- (7/8)dix = 11/12 = 0,513 (189/216)

Vingt-septièmes (3-3)
| - (1/27)dix = 1/43 = 0,012 (8/216) - (2/27)dix = 2/43 = 0,024 (16/216) - (4/27)dix = 4/43 = 0,052 (32/216) - (5/27)dix = 5/43 = 0,104 (40/216) - (7/27)dix = 11/43 = 0,132 (56/216) - (8/27)dix = 12/43 = 0,144 (64/216) (approximation de décimal 0,3) - (10/27)dix = 14/43 = 0,212 (80/216) - (11/27)dix = 15/43 = 0,224 (88/216) (approximation de décimal 0,4) - (13/27)dix = 21/43 = 0,252 (104/216) - (14/27)dix = 22/43 = 0,304 (112/216) | - (16/27)dix = 24/43 = 0,332 (128/216) (approximation de décimal 0,6) - (17/27)dix = 25/43 = 0,344 (136/216) - (19/27)dix = 31/43 = 0,412 (152/216) (approximation de décimal 0,7) - (20/27)dix = 32/43 = 0,424 (160/216) - (22/27)dix = 34/43 = 0,452 (176/216) - (23/27)dix = 35/43 = 0,504 (184/216) - (25/27)dix = 41/43 = 0,532 (200/216) - (26/27)dix = 42/43 = 0,544 (208/216) |

### Exemple de calcul
1/2, 1/4
- Décimal : 49 ÷ 2 = 24,5
- Sénaire : 121 ÷ 2 = 40,3
- Décimal : 49 ÷ 4 = 12,25
- Sénaire : 121 ÷ 4 = 20,13

1 / 23 (1/8 en décimal)
- Décimal : 27 ÷ 8 = 3,375
- Sénaire : 43 ÷ 12 = 3,213
- Décimal : 100 ÷ 8 = 12,5
- Sénaire : 244 ÷ 12 = 20,3

1/3
- Octal : 100 ÷ 3 = 25,2525…
- Sénaire : 144 ÷ 3 = 33,2
- Décimal : 100 ÷ 3 = 33,3333…
- Sénaire : 244 ÷ 3 = 53,2
- Hexadécimal : 100 ÷ 3 = 55,5555…
- Sénaire : 1104 ÷ 3 = 221,2

1/9, 1/100 en sénaire (1/36 en décimal)
- Octal : 100 ÷ 11 = 7,0707…
- Sénaire : 144 ÷ 13 = 11,04
- Décimal : 1000 ÷ 9 = 111,1111…
- Sénaire : 4344 ÷ 13 = 303,04
- Hexadécimal : 100 ÷ 9 = 1C,71C71C…
- Sénaire : 1104 ÷ 13 = 44,24
- Décimal : 19 ÷ 36 = 0,52777…
- Sénaire : 31 ÷ 100 = 0,31

1 / 33 (1/27 en décimal), 1/1000 en sénaire (1/216 en décimal)
- Décimal : 8 ÷ 27 = 0,296296…
- Sénaire : 12 ÷ 43 = 0,144
- Décimal : 100 ÷ 27 = 3,703703…
- Sénaire : 244 ÷ 43 = 3,412
- Hexadécimal : 100 ÷ 1B = 9.7B425ED097B425ED09…
- Décimal : 256 ÷ 27 = 9,481481…
- Sénaire : 1104 ÷ 43 = 13,252
- Décimal : 125 ÷ 216 = 0,578703703…
- Sénaire : 325 ÷ 1000 = 0,325

1/5
- Octal : 100 ÷ 5 = 14.63146314…
- Décimal : 64 ÷ 5 = 12,8
- Sénaire : 144 ÷ 5 = 20,4444…
- Hexadécimal : 100 ÷ 5 = 33,3333…
- Décimal : 256 ÷ 5 = 51,2
- Sénaire : 1104 ÷ 5 = 123,1111…

1 / 52 (1/25 en décimal), 1/100 en décimal
- Décimal : 8 ÷ 25 = 0,32
- Sénaire : 12 ÷ 41 = 0,1530415304…
- Hexadécimal : 100 ÷ 19 = A.3D70A3D70A…
- Décimal : 256 ÷ 25 = 10,24
- Sénaire : 1104 ÷ 41 = 14,1235012350…
- Décimal : 53 ÷ 100 = 0,53
- Sénaire : 125 ÷ 244 = 0,310251402514…

1 / 24 (1/16 en décimal)
- Décimal : 11 ÷ 16 = 0,6875
- Sénaire : 15 ÷ 24 = 0,4043
- Décimal : 2023 ÷ 16 = 126,4375
- Sénaire : 13211 ÷ 24 = 330,2343
- Décimal : 6561 ÷ 16 = 410,0625
- Sénaire : 50213 ÷ 24 = 1522,0213

1 / 34 (1/81 en décimal)
- Décimal : 32 ÷ 81 = 0,395061728395061728…
- Sénaire : 52 ÷ 213 = 0,2212
- Décimal : 256 ÷ 81 = 3,160493827160493827…
- Sénaire : 1104 ÷ 213 = 3,0544
- Décimal : 625 ÷ 81 = 7,716049382716049382…
- Sénaire : 2521 ÷ 213 = 11,4144

## Dans les langues naturelles
Les cultures qui comptent en base 6 sont rares. L'examen du développement des systèmes de numération suggère une limite de numérosité à la valeur 6, conceptualisé comme formant un tout, « le poing », « au-delà des cinq doigts ». Les chiffres 1 à 6 sont alors des formes pures et les nombres qui suivent sont construits ou sont des emprunts.
La langue ndom de Papouasie-Nouvelle-Guinée utilise un système sénaire.
| Numéral     | Sénaire | Décimal | Traduction |
| mer         | 10      | 6       | 6          |
| mer an thef | 20      | 12      | 6 × 2      |
| nif         | 100     | 36      | 62         |
| nif thef    | 200     | 72      | 62 × 2     |

Dans les langues morehead-maro, le système de numération est lié à des rituels de comptage d'ignames. Ces langues comptent sur une base six et ont des termes spécifiques pour les puissances de six ; jusqu'à 1010 = 1 000 000 en sénaire c'est-à-dire 66 = 46 656 en décimal, dans certaines de ces langues.
| Numéral  | Sénaire | Décimal |
| nimbo    | 10      | 6       |
| féta     | 100     | 36      |
| tarumba  | 1000    | 216     |
| ntamno   | 10000   | 1296    |
| wärämäkä | 100000  | 7776    |
| wi       | 1000000 | 46656   |

Certaines langues nigéro-congolaises utilisent un système sénaire, en complément d'un autre système (décimal ou vigésimal). Le proto-ouralien aurait utilisé un système sénaire, le chiffre 7 aurait été emprunté tardivement, bien que la construction des grands chiffres (8 et 9) par soustraction à partir de 10 suggère une autre hypothèse.